# Grąsy
Grąsy – wieś w Polsce położona w województwie lubuskim, w powiecie strzelecko-drezdeneckim, w gminie Dobiegniew.

## Historia
W czasie II wojny światowej Niemcy utworzyli we wsi podobóz pracy przymusowej obozu jenieckiego Stalag II D.
W latach 1975–1998 miejscowość administracyjnie należała do województwa gorzowskiego.

## Zabytki
Do wojewódzkiego rejestru zabytków wpisane są:
- dwór, z XIX wieku
  - budynek wiejski, obok dworu, z 1880 roku
- młyn, z końca XIX wieku.